# Asagena medialis
Asagena medialis es una especie de araña del género Asagena, familia Theridiidae, orden Araneae. La especie fue descrita científicamente por Banks en 1898.
La especie se mantiene activa durante los meses de enero, febrero, marzo, abril, mayo, junio, julio, agosto y septiembre.

## Descripción
Los machos miden 2,9-5,8 milímetros de longitud y las hembras 3,2-6,5 milímetros.

## Distribución
Se distribuye por México y Estados Unidos.